# Cordyceps-fajok listája

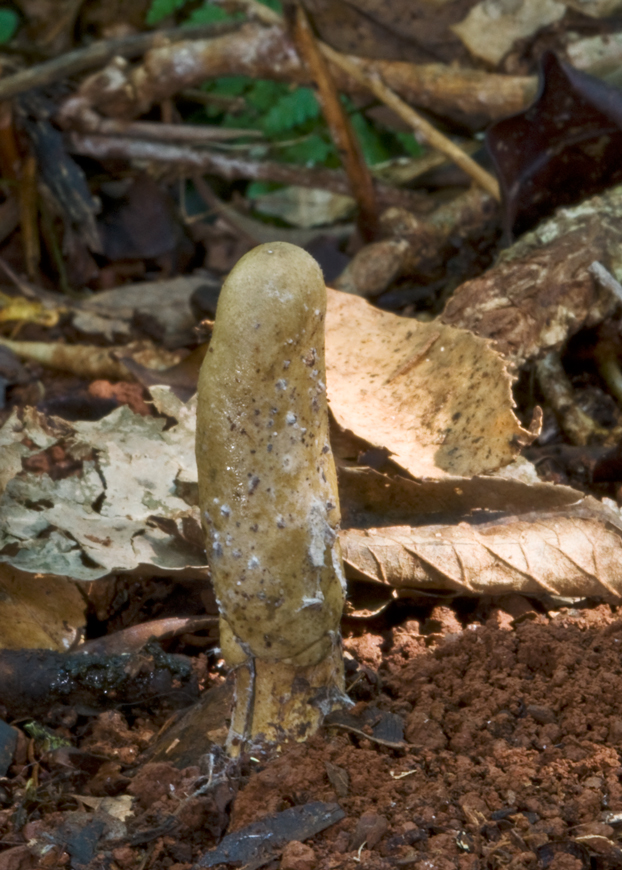
Cordyceps gunnii

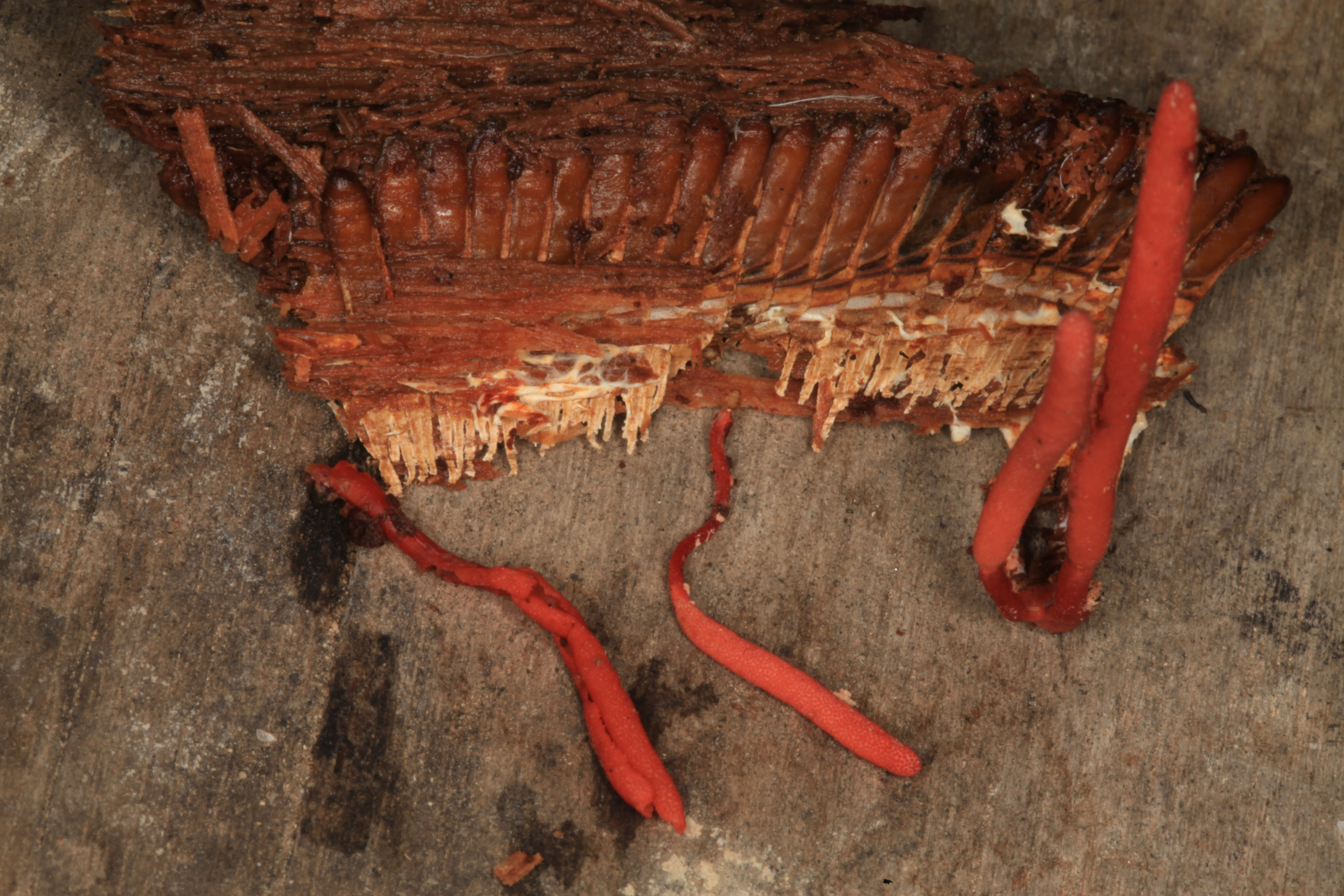
Cordyceps pruinosa

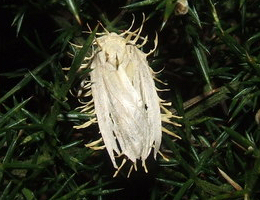
Cordyceps tuberculata

A Cordyceps a Sordariomycetes osztályának Hypocreales rendjébe, ezen belül a Cordycipitaceae családjába tartozó egyetlen nemzetség.

## Rendszerezés
A nemzetségbe az alábbi 436 faj tartozik:
- Cordyceps acicularis
- Cordyceps adpropinquans
- Cordyceps aemonae
- Cordyceps aeruginosclerota
- Cordyceps agariciformis
- Cordyceps agriota
- Cordyceps ainictos
- Cordyceps alba
- Cordyceps albella
- Cordyceps albida
- Cordyceps albocitrinus
- Cordyceps alboperitheciata
- Cordyceps allantoidea
- Cordyceps alpicola
- Cordyceps alutacea
- Cordyceps amazonica
- Cordyceps ampullacea
- Cordyceps annullata
- Cordyceps aphodii
- Cordyceps appendiculata
- Cordyceps arachneicola
- Cordyceps arachnogena
- Cordyceps arachnophila
- Cordyceps arbuscula
- Cordyceps armeniaca
- Cordyceps aspera
- Cordyceps asyuensis
- Cordyceps atewensis
- Cordyceps atrobrunnea
- Cordyceps atropuncta
- Cordyceps atrovirens
- Cordyceps aurantia
- Cordyceps aurantiaca
- Cordyceps aurea
- Cordyceps australis
- Cordyceps barberi
- Cordyceps barnesii
- Cordyceps barsii
- Cordyceps baumanniana
- Cordyceps belizensis
- Cordyceps bicephala
- Cordyceps bicolor
- Cordyceps bifusispora
- Cordyceps blattae
- Cordyceps bokyoensis
- Cordyceps bombi
- Cordyceps brasiliensis
- Cordyceps brevipes
- Cordyceps brittlebankii
- Cordyceps brittlebankisoides
- Cordyceps brongniartii
- Cordyceps brunneipunctata
- Cordyceps bulolensis
- Cordyceps caespitosa
- Cordyceps caespitosofiliformis
- Cordyceps callidii
- Cordyceps caloceroides
- Cordyceps canadensis
- Cordyceps cantharelloides
- Cordyceps capitata
- Cordyceps carabi
- Cordyceps carabidicola
- Cordyceps cardinalis
- Cordyceps carnata
- Cordyceps caroliniensis
- Cordyceps changpaishanensis
- Cordyceps chichibuensis
- Cordyceps chishuiensis
- Cordyceps chlamydosporia
- Cordyceps chualasae
- Cordyceps cicadae
- Cordyceps cicadicola
- Cordyceps cinerea
- Cordyceps cinnabarina
- Cordyceps citrea
- Cordyceps clavata
- Cordyceps clavicipiticola
- Cordyceps clavicipitis
- Cordyceps clavulata
- Cordyceps coccidiicola
- Cordyceps coccidiocapitata
- Cordyceps coccidioperitheciata
- Cordyceps coccigena
- Cordyceps coccinea
- Cordyceps cochlidiicola
- Cordyceps concurrens
- Cordyceps consumpta
- Cordyceps corallomyces
- Cordyceps cornu-damae
- Cordyceps coronilla
- Cordyceps cotopaxiana
- Cordyceps crassispora
- Cordyceps crinalis
- Cordyceps cristata
- Cordyceps ctenocephala
- Cordyceps cuboidea
- Cordyceps cucumispora
- Cordyceps curculionum
- Cordyceps cusu
- Cordyceps cylindrica
- Cordyceps cylindrostromata
- Cordyceps dayiensis
- Cordyceps deflectens
- Cordyceps delicatostipitata
- Cordyceps dermapteoigena
- Cordyceps diceras
- Cordyceps dichotoma
- Cordyceps dimeropoda
- Cordyceps dipterigena
- Cordyceps discoideocapitata
- Cordyceps ditmarii
- Cordyceps doassansii
- Cordyceps doiana
- Cordyceps echinata
- Cordyceps elateridicola
- Cordyceps elongata
- Cordyceps elongatoperitheciata
- Cordyceps elongatostromata
- Cordyceps emeiensis
- Cordyceps engleriana
- Cordyceps entomorrhiza
- Cordyceps ergoticola
- Cordyceps erotyli
- Cordyceps etenocephala
- Cordyceps evdogeorgiae
- Cordyceps exasperata
- Cordyceps facis
- Cordyceps falcata
- Cordyceps falcatoides
- Cordyceps fasciculata
- Cordyceps fasciculatostromata
- Cordyceps ferruginosa
- Cordyceps filiformis
- Cordyceps fistulosa
- Cordyceps flavella
- Cordyceps flavobrunnescens
- Cordyceps flavoviridis
- Cordyceps fleischeri
- Cordyceps fockei
- Cordyceps formicarum
- Cordyceps formicivora
- Cordyceps formosana
- Cordyceps forquignonii
- Cordyceps fracta
- Cordyceps fuliginosa
- Cordyceps furcata
- Cordyceps furcicaodata
- Cordyceps gansuensis
- Cordyceps gemella
- Cordyceps geniculata
- Cordyceps gentilis
- Cordyceps geotrupis
- Cordyceps gigantea
- Cordyceps glaziovii
- Cordyceps goniophora
- Cordyceps gonylepticida
- Cordyceps gracilioides
- Cordyceps gracilis
- Cordyceps gracillima
- Cordyceps grenadensis
- Cordyceps grylli
- Cordyceps gryllotalpae
- Cordyceps guizhouensis
- Cordyceps gunnii
- Cordyceps hauturu
- Cordyceps hawkesii
- Cordyceps helopis
- Cordyceps henleyae
- Cordyceps hepialidicola
- Cordyceps herculea
- Cordyceps hesleri
- Cordyceps heteropoda
- Cordyceps hillii
- Cordyceps hirotaniana
- Cordyceps hiugensis
- Cordyceps hokkaidoensis
- Cordyceps hormospora
- Cordyceps huberiana
- Cordyceps huegelii
- Cordyceps humberti
- Cordyceps ignota
- Cordyceps imagamiana
- Cordyceps incarnata
- Cordyceps inconspicua
- Cordyceps indigotica
- Cordyceps inegoensis
- Cordyceps insignis
- Cordyceps intermedia
- Cordyceps interrupta
- Cordyceps irangiensis
- Cordyceps iriomoteana
- Cordyceps isarioides
- Cordyceps ithacensis
- Cordyceps japonensis
- Cordyceps japonica
- Cordyceps javensis
- Cordyceps jezoensis
- Cordyceps jezoënsoides
- Cordyceps jiangxiensis
- Cordyceps jinggangshanensis
- Cordyceps joaquiensis
- Cordyceps juruensis
- Cordyceps kangdingesis
- Cordyceps kanzashiana
- Cordyceps khaoyaiensis
- Cordyceps kirkii
- Cordyceps klenei
- Cordyceps kniphofioides
- Cordyceps kobayasii
- Cordyceps koningsbergeri
- Cordyceps konnoana
- Cordyceps koreana
- Cordyceps kusanagiensis
- Cordyceps kyusyuensis
- Cordyceps lachnopoda
- Cordyceps lacroixii
- Cordyceps langloisii
- Cordyceps larvata
- Cordyceps larvicola
- Cordyceps lateritia
- Cordyceps leucocephala
- Cordyceps liangshanensis
- Cordyceps lignicola
- Cordyceps lilacina
- Cordyceps lingua
- Cordyceps lloydii
- Cordyceps locustiphila
- Cordyceps longdongensis
- Cordyceps longisegmentis
- Cordyceps longissima
- Cordyceps loushanensis
- Cordyceps lunti
- Cordyceps lutea
- Cordyceps macularis
- Cordyceps mantidicola
- Cordyceps manzhurica
- Cordyceps maolanensis
- Cordyceps maolanoides
- Cordyceps martialis
- Cordyceps mawleyi
- Cordyceps melolonthae
- Cordyceps memorabilis
- Cordyceps menesteridis
- Cordyceps michaelisii
- Cordyceps michiganensis
- Cordyceps microcephala
- Cordyceps militaris - típusfaj
- Cordyceps minazukiensis
- Cordyceps miniata
- Cordyceps minuta
- Cordyceps minutissima
- Cordyceps miomoteana
- Cordyceps miquelii
- Cordyceps miryensis
- Cordyceps mitrata
- Cordyceps moelleri
- Cordyceps montagnei
- Cordyceps monticola
- Cordyceps multiaxialis
- Cordyceps muscae
- Cordyceps muscicola
- Cordyceps musicaudata
- Cordyceps myosuroides
- Cordyceps myrmecogena
- Cordyceps myrmecophila
- Cordyceps nanatakiensis
- Cordyceps necator
- Cordyceps nelumboides
- Cordyceps neogryllotalpae
- Cordyceps neovolkiana
- Cordyceps nepalensis
- Cordyceps nigra
- Cordyceps nigrella
- Cordyceps nigriceps
- Cordyceps nigripoda
- Cordyceps nikkoensis
- Cordyceps nipponica
- Cordyceps novae-zelandiae
- Cordyceps novoguineensis
- Cordyceps nutans
- Cordyceps obliqua
- Cordyceps obliquiordinata
- Cordyceps obovata
- Cordyceps obtusa
- Cordyceps ochraceostromata
- Cordyceps odonatae
- Cordyceps odyneri
- Cordyceps ogurasanensis
- Cordyceps olivacea
- Cordyceps olivaceovirescens
- Cordyceps olivascens
- Cordyceps oncoperae
- Cordyceps ootakiensis
- Cordyceps ophioglossoides
- Cordyceps opposita
- Cordyceps osuzumontana
- Cordyceps oumensis
- Cordyceps ouwensii
- Cordyceps ovoideoperitheciata
- Cordyceps owariensis
- Cordyceps oxycephala
- Cordyceps pallidiolivacea
- Cordyceps paludosa
- Cordyceps palustris
- Cordyceps paradoxa
- Cordyceps parvula
- Cordyceps peltata
- Cordyceps pentatomae
- Cordyceps petchii
- Cordyceps phymatospora
- Cordyceps pilfera
- Cordyceps pistillariiformis
- Cordyceps pittieri
- Cordyceps platypoda
- Cordyceps pleuricapitata
- Cordyceps podocreoides
- Cordyceps poitei
- Cordyceps polyarthra
- Cordyceps polycarpica
- Cordyceps polycephala
- Cordyceps polycladia
- Cordyceps proliferans
- Cordyceps prolifica
- Cordyceps pruinosa
- Cordyceps pseudoatrovirens
- Cordyceps pseudoinsignis
- Cordyceps pseudolloydii
- Cordyceps pseudolongissima
- Cordyceps pseudomilitaris
- Cordyceps pseudonelumboides
- Cordyceps puiggarii
- Cordyceps purpurea
- Cordyceps purpureostromata
- Cordyceps racemosa
- Cordyceps ramosa
- Cordyceps ramosopulvinata
- Cordyceps ramosostipitata
- Cordyceps ravenelii
- Cordyceps rebertsii
- Cordyceps regeliana
- Cordyceps retipes
- Cordyceps rhizoidea
- Cordyceps rhizomorpha
- Cordyceps rhynchoticola
- Cordyceps rickii
- Cordyceps ridleyi
- Cordyceps riverae
- Cordyceps robertsii
- Cordyceps rosea
- Cordyceps roseostromata
- Cordyceps rostrata
- Cordyceps rouxii
- Cordyceps rubiginosoperitheciata
- Cordyceps rubiginosostipitata
- Cordyceps rubra
- Cordyceps rubricapitata
- Cordyceps rubripunctata
- Cordyceps rubrostromata
- Cordyceps ryogamiensis
- Cordyceps ryogamimontana
- Cordyceps sakishimensis
- Cordyceps salebrosa
- Cordyceps scarabaeicola
- Cordyceps sclerotium
- Cordyceps setulosa
- Cordyceps shanxiensis
- Cordyceps sheeringii
- Cordyceps shimaensis
- Cordyceps shimizui
- Cordyceps sichuanensis
- Cordyceps sinclairii
- Cordyceps singeri
- Cordyceps smithii
- Cordyceps sobolifera
- Cordyceps sphaecophila
- Cordyceps sphaerocapitata
- Cordyceps sphecocephala
- Cordyceps sphingum
- Cordyceps staphylinidicola
- Cordyceps stenocori
- Cordyceps stiphrodes
- Cordyceps stipillata
- Cordyceps strangulans
- Cordyceps stylophora
- Cordyceps subcorticicola
- Cordyceps subdiscoidea
- Cordyceps subflavida
- Cordyceps submilitaris
- Cordyceps subpolyarthra
- Cordyceps subsessilis
- Cordyceps subunilateralis
- Cordyceps sulfurea
- Cordyceps suoluoensis
- Cordyceps superficialis
- Cordyceps taii
- Cordyceps taishanensis
- Cordyceps takaoensis
- Cordyceps takaomontana
- Cordyceps tarapotensis
- Cordyceps taylorii
- Cordyceps telfairii
- Cordyceps tenuispora
- Cordyceps termitophila
- Cordyceps thaxteri
- Cordyceps thwaitesii
- Cordyceps thyrsoides
- Cordyceps toriharamontan
- Cordyceps translucens
- Cordyceps tricentri
- Cordyceps trinidadensis
- Cordyceps truncata
- Cordyceps tuberculata
- Cordyceps typhina
- Cordyceps typhulaeformis
- Cordyceps unilateralis
- Cordyceps ussuriensis
- Cordyceps valliformis
- Cordyceps valvatostipitata
- Cordyceps variabilis
- Cordyceps variegata
- Cordyceps velutipes
- Cordyceps venezuelensis
- Cordyceps vinosa
- Cordyceps viperina
- Cordyceps virens
- Cordyceps voeltzkowii
- Cordyceps volkiana
- Cordyceps vorobjovii
- Cordyceps zeylanica
- Cordyceps zhangjiajiensis
- Cordyceps wallaysii
- Cordyceps washingtonensis
- Cordyceps wittii
- Cordyceps wuyishanensis
- Cordyceps yahagiana
- Cordyceps yakusimensis